# Kajakarstwo na Letnich Igrzyskach Olimpijskich 2008 – C-2 1000 m mężczyzn
C-2 1000 metrów mężczyzn to jedna z konkurencji w kajakarstwie klasycznym rozgrywanych podczas Letnich Igrzysk Olimpijskich 2008. Kajakarze rywalizowali między 18 a 22 sierpnia na torze Park Olimpijski Shunyi w Pekinie.

## Terminarz
Wszystkie godziny są podane w czasie pekińskim (UTC+08:00)
| Data             | Godzina |            |
| ---------------- | ------- | ---------- |
| 18 sierpnia 2008 | 17:10   | Eliminacje |
| 20 sierpnia 2008 | 16:30   | Półfinał   |
| 22 sierpnia 2008 | 17:05   | Finał      |

## Wyniki

### Eliminacje
Osady z miejsc 1-3 z każdego z biegów eliminacyjnych awansowały do finału, pozostałe osady awansowały do półfinału.
Bieg 1
| Pozycja | Zawodnik                                  | Czas     | Uwagi |
| ------- | ----------------------------------------- | -------- | ----- |
| 1.      | Christian Gille Tomasz Wylenzek           | 3:40,939 | QF    |
| 2.      | Ciprian Popa Niculae Flocea               | 3:41,846 | QF    |
| 3.      | Andrew Russell Gabriel Beauchesne-Sévigny | 3L43,491 | QF    |
| 4.      | György Kozmann Tamás Kiss                 | 3:46,020 |       |
| 5.      | Bertrand Hémonic William Tchamba          | 3:46,431 |       |
| 6.      | Everardo Cristóbal Dimas Camilo           | 3:51,684 |       |
| 7.      | Rusłan Džaliłow Petro Kruk                | 4:06,744 |       |

Bieg 2
| Pozycja | Zawodnik                                 | Czas     | Uwagi |
| ------- | ---------------------------------------- | -------- | ----- |
| 1.      | Andrej Bahdanowicz Alaksandr Bahdanowicz | 3:40,369 | QF    |
| 2.      | Serguey Torres Karel Aguilar Chacón      | 3:41,171 | QF    |
| 3.      | Siergiej Ulegin Aleksandr Kostogłod      | 3:41,291 | QF    |
| 4.      | Chen Zhongyun Zhang Zhiwu                | 3:41,658 |       |
| 5.      | Wojciech Tyszyński Paweł Baraszkiewicz   | 3:42,177 |       |
| 6.      | Dеjan Gеorgiеw Adnan Aliеw               | 3:54,111 |       |

## Półfinał
Trzy najszybsze osady awansowały do finału.
| Pozycja | Zawodnik                               | Czas     | Uwagi |
| ------- | -------------------------------------- | -------- | ----- |
| 1.      | Wojciech Tyszyński Paweł Baraszkiewicz | 3:42,435 | QF    |
| 2.      | György Kozmann Tamás Kiss              | 3:42,482 | QF    |
| 3.      | Chen Zhongyun Zhang Zhiwu              | 3:42,619 | QF    |
| 4.      | Dеjan Gеorgiеw Adnan Aliеw             | 3:45,019 |       |
| 5.      | Rusłan Džaliłow Petro Kruk             | 3:46,050 |       |
| 6.      | Bertrand Hémonic William Tchamba       | 3:48,406 |       |
| 7.      | Everardo Cristóbal Dimas Camilo        | 3:49,695 |       |

## Finał
| Pozycja | Zawodnik                                  | Czas     | Uwagi |
| ------- | ----------------------------------------- | -------- | ----- |
| złoto   | Andrej Bahdanowicz Alaksandr Bahdanowicz  | 3:36,365 |       |
| srebro  | Christian Gille Tomasz Wylenzek           | 3:36,588 |       |
| brąz    | György Kozmann Tamás Kiss                 | 3:40,258 |       |
| 4.      | Ciprian Popa Niculae Flocea               | 3:40,342 |       |
| 5.      | Chen Zhongyun Zhang Zhiwu                 | 3:40,593 |       |
| 6.      | Andrew Russell Gabriel Beauchesne-Sévigny | 3:41,165 |       |
| 7.      | Wojciech Tyszyński Paweł Baraszkiewicz    | 3:42,845 |       |
| 8.      | Siergiej Ulegin Aleksandr Kostogłod       | 3:44,669 |       |
| 9.      | Serguey Torres Karel Aguilar Chacón       | 3:48,877 |       |